# Helmut Kohl
Helmut Josef Michael Kohl GCC • GCIH (Ludwigshafen am Rhein, 3 de abril de 1930 – Ludwigshafen am Rhein, 16 de junho de 2017) foi um político alemão, Chanceler da Alemanha de 1982 a 1998. Era católico e democrata-cristão.
Kohl participou, aos 15 anos, na fase final da Segunda Guerra Mundial como jovem soldado. Juntou-se à União Democrata-Cristã (CDU) em 1947. Obteve em 1958 um doutorado em história na Universidade de Heidelberg, orientado por Walther Peter Fuchs.

## Carreira política
De 1969 a 1976 foi Primeiro-Ministro do Estado da Renânia-Palatinado, e posteriormente tornou-se membro do Parlamento Federal para se tornar o líder da oposição da União Democrata-Cristã (CDU) ao governo liderado pelo Partido Social-Democrata da Alemanha (SPD).

## Chanceler da Alemanha, 1982-1998

### Ascensão ao poder e primeiro gabinete, 1982-1983
Em 1 de Outubro de 1982, a CDU propôs um voto de desconfiança construtivo que foi apoiado pelo. A moção foi a única vez que um chanceler foi deposto dessa forma. Três dias depois, o Bundestag votou em um novo gabinete de coalizão CDU/CSU-, com Kohl como chanceler. Muitos dos detalhes importantes da nova coalizão haviam sido acertados em 20 de setembro, embora pequenos detalhes ainda estivessem sendo negociados enquanto a votação ocorria.
Embora a eleição de Kohl tenha sido feita de acordo com a Lei Básica, ela ocorreu em meio a algumas controvérsias. O havia travado sua campanha de 1980 ao lado do SPD e chegou a colocar o chanceler Schmidt em alguns de seus cartazes de campanha. Também havia dúvidas de que o novo governo tivesse o apoio da maioria do povo. Em resposta, o novo governo visava novas eleições o mais rápido possível. As sondagens sugeriam que uma clara maioria estava de facto ao alcance. Como a Lei Básica só permite a dissolução do Parlamento após uma moção de confiança malsucedida, Kohl teve de tomar outra medida polémica: pediu um voto de confiança apenas um mês depois de ter tomado posse, o que perdeu intencionalmente porque os membros da sua coligação se abstiveram. O presidente Karl Carstens dissolveu o Bundestag a pedido de Kohl e convocou novas eleições.
A medida foi polêmica, já que os partidos da coalizão negaram seus votos ao mesmo homem que haviam eleito chanceler um mês antes e que queriam reeleger após a eleição parlamentar. No entanto, este passo foi tolerado pelo Tribunal Constitucional Federal alemão como um instrumento legal, e foi novamente aplicado pelo chanceler do SPD, Gerhard Schröder, em 2005.

### Segundo gabinete, 1983-1987
Nas eleições federais de março de 1983, Kohl obteve uma vitória retumbante. A CDU/CSU obteve 48,8%, enquanto o obteve 7,0%. Alguns membros da oposição do Bundestag, irritados com o que as figuras do SPD nas eleições regionais de Hessian chamaram de "traição em Bonn" do, pediram ao Tribunal Constitucional Federal que declarasse todo o processo inconstitucional. A empresa negou a alegação, mas estabeleceu restrições a um movimento semelhante no futuro. O segundo gabinete de Kohl avançou com vários planos controversos, incluindo o posicionamento de mísseis de médio alcance da OTAN, contra a grande oposição do movimento de paz.
Em 22 de setembro de 1984, Kohl se encontrou com o presidente francês François Mitterrand em Verdun, onde ocorreu a Batalha de Verdun entre a França e a Alemanha durante a Primeira Guerra Mundial. A fotografia, que mostrava o aperto de mão de minutos de duração, tornou-se um importante símbolo da reconciliação franco-alemã. Kohl e Mitterrand desenvolveram uma estreita relação política, constituindo um importante motor para a integração europeia. Juntos, lançaram as bases para projetos europeus, como o Eurocorps e o Arte. Em 1985, ao lado de líderes europeus de outros 16 países, fundaram a Eureka: uma rede de pesquisa e desenvolvimento de ministérios e agências nacionais de financiamento (distinta da União Europeia) que financia e apoia projetos internacionais colaborativos. Esta cooperação franco-alemã foi também vital para importantes projetos europeus, como o Tratado de Maastricht e o Euro.
Em 1985, Kohl e o presidente dos EUA, Ronald Reagan, como parte de um plano para comemorar o 40º aniversário do Dia V-E, viram uma oportunidade de demonstrar a força da amizade que existia entre a Alemanha e seu antigo inimigo. Durante uma visita à Casa Branca em novembro de 1984, Kohl apelou a Reagan para se juntar a ele para simbolizar a reconciliação de seus dois países em um cemitério militar alemão. Reagan visitou a Alemanha como parte da 11ª cúpula do G7 em Bonn; em seguida, ele e Kohl visitaram o campo de concentração de Bergen-Belsen em 5 de maio e o cemitério militar alemão em Bitburg. Houve indignação generalizada quando a mídia noticiou que este cemitério tinha os túmulos de soldados da SS, mas não de americanos. Reagan considerou que a escalada dos confrontos da Guerra Fria com o Kremlin exigia seu forte apoio a Kohl.

#### Políticas
A chancelaria de Kohl presidiu a uma série de medidas políticas inovadoras. Foram introduzidas prorrogações do subsídio de desemprego para os requerentes mais velhos, enquanto a prestação para os jovens desempregados foi alargada até aos 21 anos. Em 1986, foi introduzido um subsídio de educação para os filhos em benefício dos progenitores quando pelo menos um estava empregado. Aos cuidadores informais foi oferecido um subsídio de assiduidade, juntamente com incentivos fiscais, ambos estabelecidos com a reforma fiscal de 1990, e também foram garantidos até 25 horas por mês de apoio profissional, que foi complementado por quatro semanas de alívio anual de férias. Em 1984, foi introduzido um regime de reforma antecipada que oferecia incentivos aos empregadores para substituir os trabalhadores idosos por candidatos fora do registo de desemprego. Em 1989, foi introduzido um plano de aposentadoria parcial segundo o qual os funcionários idosos podiam trabalhar meio período e receber 70% de seu salário anterior "e ser creditado com 90% do direito total à previdência social". Em 1984, foi criado um Fundo Materno-Infantil, que concedia subvenções discricionárias "para evitar abortos com base em dificuldades materiais" e, em 1986, foi introduzido um pacote de 10 mil milhões de DM de Erziehungsgeld (subsídio de assistência à infância), embora, de acordo com vários estudos, esta última iniciativa tenha sido fortemente contrabalançada por cortes. Em 1989, foram introduzidas disposições especiais para os desempregados mais velhos.
O tempo de Kohl como chanceler também viu algumas decisões controversas no campo da política social. A ajuda estudantil tornou-se reembolsável ao Estado enquanto a Lei de Reforma dos Cuidados de Saúde de 1989 introduziu o conceito pelo qual os pacientes pagam antecipadamente e são reembolsados, ao mesmo tempo em que aumentou os co-pagamentos dos pacientes por hospitalização, visitas ao spa, próteses dentárias e medicamentos prescritos. Além disso, enquanto uma reforma das pensões de 1986 concedia às mulheres nascidas após 1921 um ano de crédito de trabalho por filho, os legisladores foram forçados pelo protesto público a introduzir gradualmente os benefícios de pensão complementar para as mães que nasceram antes do ano limite.

### Terceiro gabinete, 1987-1991

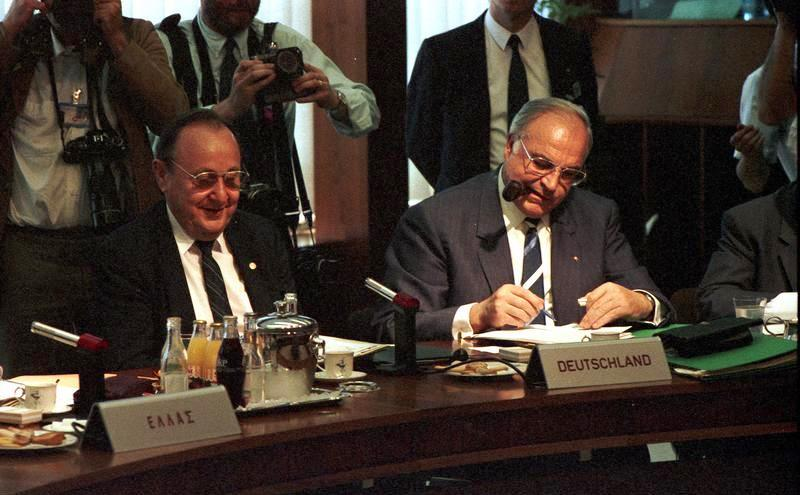
Kohl numa reunião do Conselho Europeu de 1987 com o vice-chanceler e ministro dos Negócios EstrangeirosHans-Dietrich Genscher

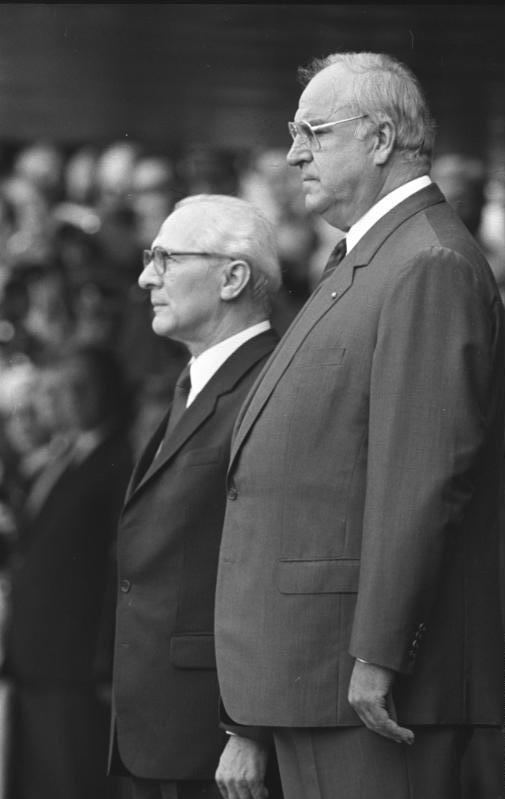
Kohl (à direita) e Erich Honecker na Chancelaria Federal em Bonn, 1987

Após as eleições federais de 1987, Kohl ganhou uma maioria ligeiramente reduzida e formou seu terceiro gabinete. O candidato do SPD a chanceler foi o ministro-presidente da Renânia do Norte-Vestfália, Johannes Rau.
Em 1987, Kohl recebeu o líder da Alemanha Oriental, Erich Honecker – a primeira visita de um chefe de Estado da Alemanha Oriental à Alemanha Ocidental. Isso é geralmente visto como um sinal de que Kohl perseguiu a Ostpolitik, uma política de distensão entre Oriente e Ocidente que havia sido iniciada pelos governos liderados pelo SPD (e fortemente combatida pela própria CDU de Kohl) durante a década de 1970.

#### Luta interna pela liderança da CDU
O secretário-geral da CDU, Heiner Geißler, considerou que o partido está em uma espiral descendente após o desempenho relativamente fraco nas eleições de 1987. Nos bastidores, ele tentou encontrar uma maioria para destituir Kohl como presidente do partido e substituí-lo por Lothar Späth, o ministro-presidente de Baden-Württemberg. Antes da convenção do partido CDU em Bremen começar em 11 de setembro de 1989, Kohl foi diagnosticado com uma inflamação de sua próstata.  Seu médico recomendou uma cirurgia imediata, mas Kohl se recusou a perder a convenção e compareceu enquanto usava um cateter e com seu médico ao seu lado, a quem ele apresentou como seu novo redator de discursos.  No final, o "golpe" não foi bem-sucedido, pois Kohl foi reeleito presidente com 79,52% dos votos. Späth, que não se candidatou ao cargo de presidente depois que o apoio a Kohl se tornou aparente, foi punido por seu partido, não sendo eleito como vice-presidente com apenas 357 dos 731 votos. Geißler, entretanto, foi exonerado de suas funções como secretário-geral e substituído por Volker Rühe.

#### Caminho para a reunificação
Após a ruptura do Muro de Berlim e o colapso do regime comunista da Alemanha Oriental em 1989, a forma como Kohl lidou com a questão da Alemanha Oriental se tornaria o ponto de virada de sua chancelaria. Kohl, como a maioria dos alemães ocidentais, foi inicialmente pego de surpresa quando o Partido Socialista de Unidade foi derrubado no final de 1989. Ciente de seu mandato constitucional de buscar a unidade alemã, ele imediatamente se moveu para torná-la realidade. Aproveitando as mudanças políticas históricas que ocorreram na Alemanha Oriental, Kohl apresentou um plano de dez pontos para "Superar a divisão da Alemanha e da Europa" sem consultar seu parceiro de coalizão, o, ou os Aliados Ocidentais. Em fevereiro de 1990, ele visitou a União Soviética em busca de uma garantia de Mikhail Gorbachev de que a URSS permitiria que a reunificação alemã prosseguisse. Um mês depois, o Partido do Socialismo Democrático – o rebatizado SED – foi derrotado por uma grande coalizão liderada pelo homólogo da Alemanha Oriental da CDU de Kohl, que concorreu em uma plataforma de rápida reunificação.

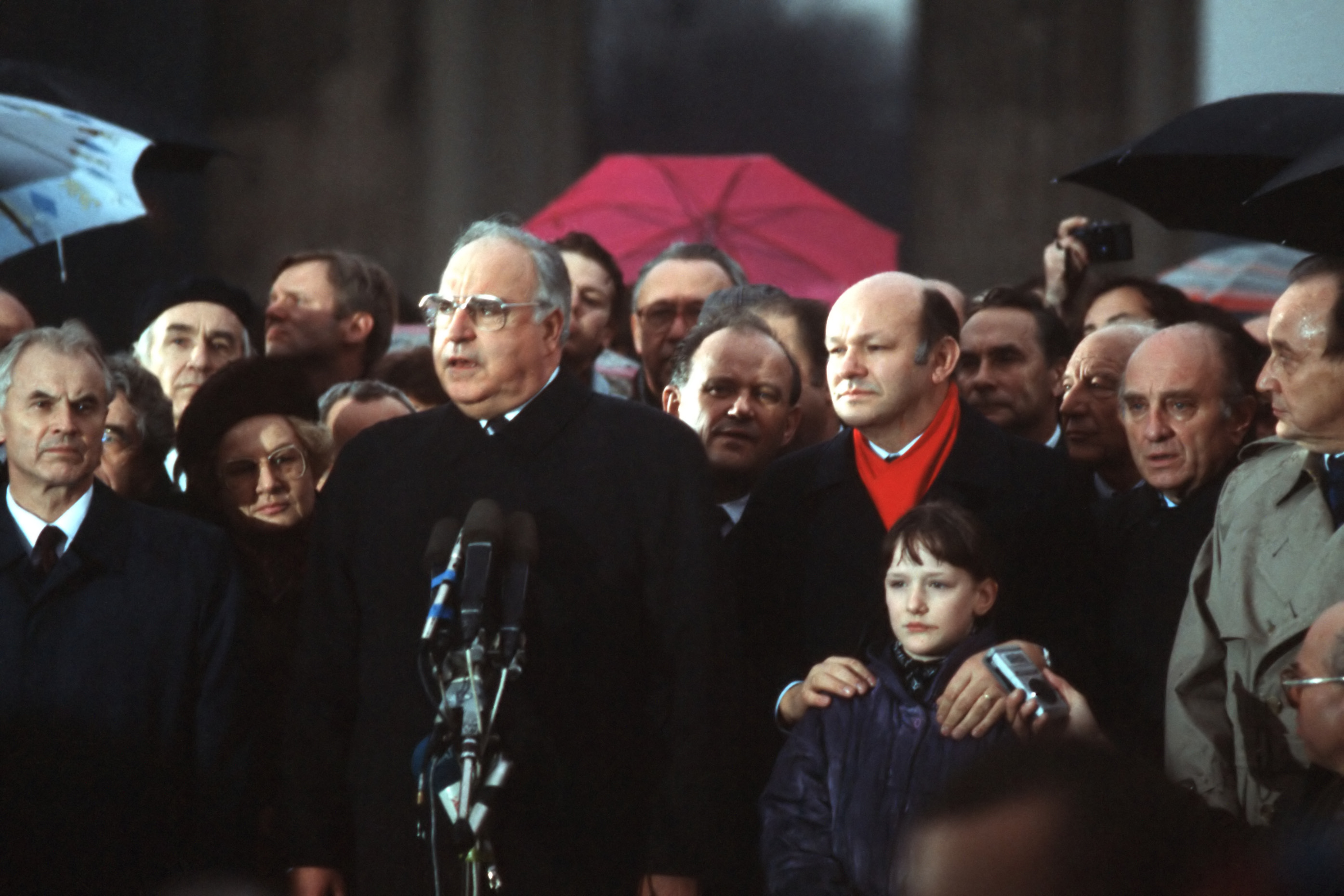
Kohl fala na abertura oficial do Portão de Brandemburgo em 1989.

Em 18 de maio de 1990, Kohl assinou um tratado de união econômica e social com a Alemanha Oriental. Este tratado estipulava que, quando a reunificação ocorresse, seria sob as disposições mais rápidas do artigo 23 da Lei Básica. Esse artigo estabelecia que quaisquer novos Estados poderiam aderir à Lei Básica por maioria simples de votos. A alternativa teria sido o caminho mais demorado para a elaboração de uma Constituição completamente nova para o país recém-reunificado, como prevê o artigo 146 da Lei Básica. No entanto, o processo do artigo 146.º teria aberto questões controversas na Alemanha Ocidental. Mesmo sem isso a considerar, a essa altura a Alemanha Oriental estava em um estado de colapso total. Em contrapartida, uma reunificação ao abrigo do artigo 23.º poderia estar concluída em apenas seis meses.
Sobre as objeções do presidente do Bundesbank, Karl Otto Pöhl, ele permitiu uma taxa de câmbio de 1:1 para salários, juros e aluguéis entre o Marcos ocidental e o oriental. No final, essa política prejudicaria seriamente as empresas dos novos estados federados. Juntamente com o ministro das Relações Exteriores, Hans-Dietrich Genscher, Kohl conseguiu resolver as negociações com os antigos Aliados da Segunda Guerra Mundial para permitir a reunificação alemã. Ele recebeu garantias de Gorbachev de que uma Alemanha reunificada seria capaz de escolher qual aliança internacional queria aderir, embora Kohl não tenha feito segredo de que queria que a Alemanha reunificada herdasse os assentos da Alemanha Ocidental na OTAN e na CE.
Um tratado de reunificação foi assinado em 31 de agosto de 1990, e foi aprovado por esmagadora maioria por ambos os parlamentos em 20 de setembro de 1990. À meia-noite do horário da Europa Central de 3 de outubro de 1990, a Alemanha Oriental deixou oficialmente de existir, e seu território se juntou à República Federal como os cinco estados de Brandemburgo, Mecklemburgo-Pomerânia Ocidental, Saxônia, Saxônia-Anhalt e Turíngia. Estes estados tinham sido os cinco estados originais da Alemanha Oriental antes de serem abolidos em 1952, e foram reconstituídos em agosto. Berlim Oriental e Berlim Ocidental foram reunidas como uma cidade-estado que se tornou a capital da República Federal ampliada. Após a queda do Muro de Berlim, Kohl afirmou que os antigos territórios alemães a leste da linha Oder-Neisse eram definitivamente parte da Polônia, renunciando assim a qualquer reivindicação que a Alemanha tinha sobre eles em um tratado assinado em 14 de novembro de 1990 em Varsóvia. No entanto, no início de março daquele ano, Kohl causou uma tempestade diplomática quando sugeriu que uma Alemanha reunificada não aceitaria a linha Oder-Neisse, e insinuou que a República Federal poderia querer restaurar a fronteira de 1937, pela força, se necessário. Depois que a declaração causou uma grande reação internacional que ameaçou interromper a reunificação alemã, Kohl se retratou de seus comentários depois de se reunir sob repreensão internacional, e garantiu aos Estados Unidos e à União Soviética que uma Alemanha reunificada aceitaria a linha Oder-Neisse como a fronteira final entre a Polônia e a Alemanha. Em 1993, Kohl confirmou, através de um tratado com a República Checa, que a Alemanha deixaria de apresentar reivindicações territoriais quanto aos Sudetos étnicos alemães anteriores a 1945. Este tratado foi uma decepção para os Heimatvertriebene alemães ("pessoas deslocadas").

### Após a reunificação, 1990-1998

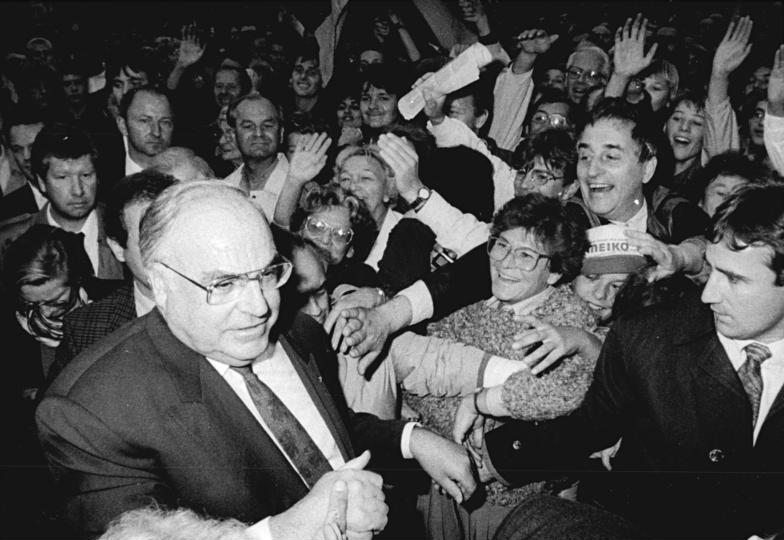
Kohl em 1990

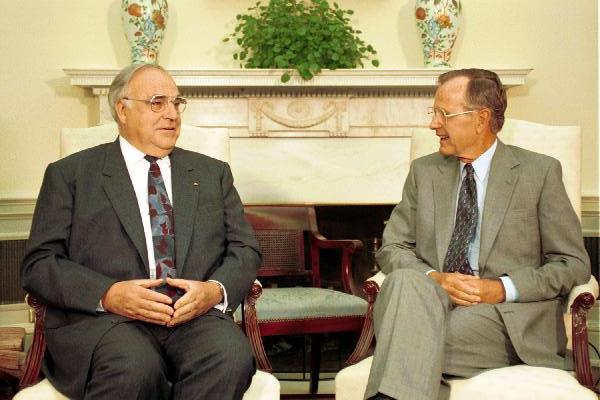
Kohl se reúne com o presidente dos EUA, George H. W. Bush, em Washington, D.C., em 16 de setembro de 1991

A reunificação colocou Kohl em uma posição momentaneamente inatacável. Nas eleições de 1990 – as primeiras eleições livres, justas e democráticas desde a era da República de Weimar – Kohl venceu com folga o candidato da oposição e ministro-presidente do Sarre, Oskar Lafontaine. Ele então formou seu quarto gabinete.
Após as eleições federais de 1994, Kohl foi reeleito com uma maioria um pouco reduzida, derrotando o ministro-presidente da Renânia-Palatinado, Rudolf Scharping. O SPD conseguiu a maioria no Bundesrat, o que limitou significativamente o poder de Kohl. Na política externa, Kohl foi mais bem-sucedido, por exemplo, obtendo Frankfurt am Main como sede do Banco Central Europeu. Em 1997, Kohl recebeu o Prémio Visão para a Europa pelos seus esforços na unificação da Europa.
No final dos anos 1990, a popularidade de Kohl havia caído em meio ao aumento do desemprego. Ele foi derrotado por uma grande margem nas eleições federais de 1998 pelo ministro-presidente da Baixa Saxônia, Gerhard Schröder.
A futura chanceler Angela Merkel começou sua carreira política como protegida de Kohl e ficou conhecida na década de 1990 como "a garota de Kohl"; em janeiro de 1991, ele alçou a então pouco conhecida Merkel à proeminência nacional, nomeando-a para o gabinete federal.

## Vida pessoal
Kohl casou cedo e tem dois filhos. Sua mulher Hannelore, que padecia de uma alergia à luz, cometeu suicídio em 5 de julho de 2001. Kohl casou em 8 de maio de 2008 com Maike Richter, com quem tinha relação estável desde 2005.

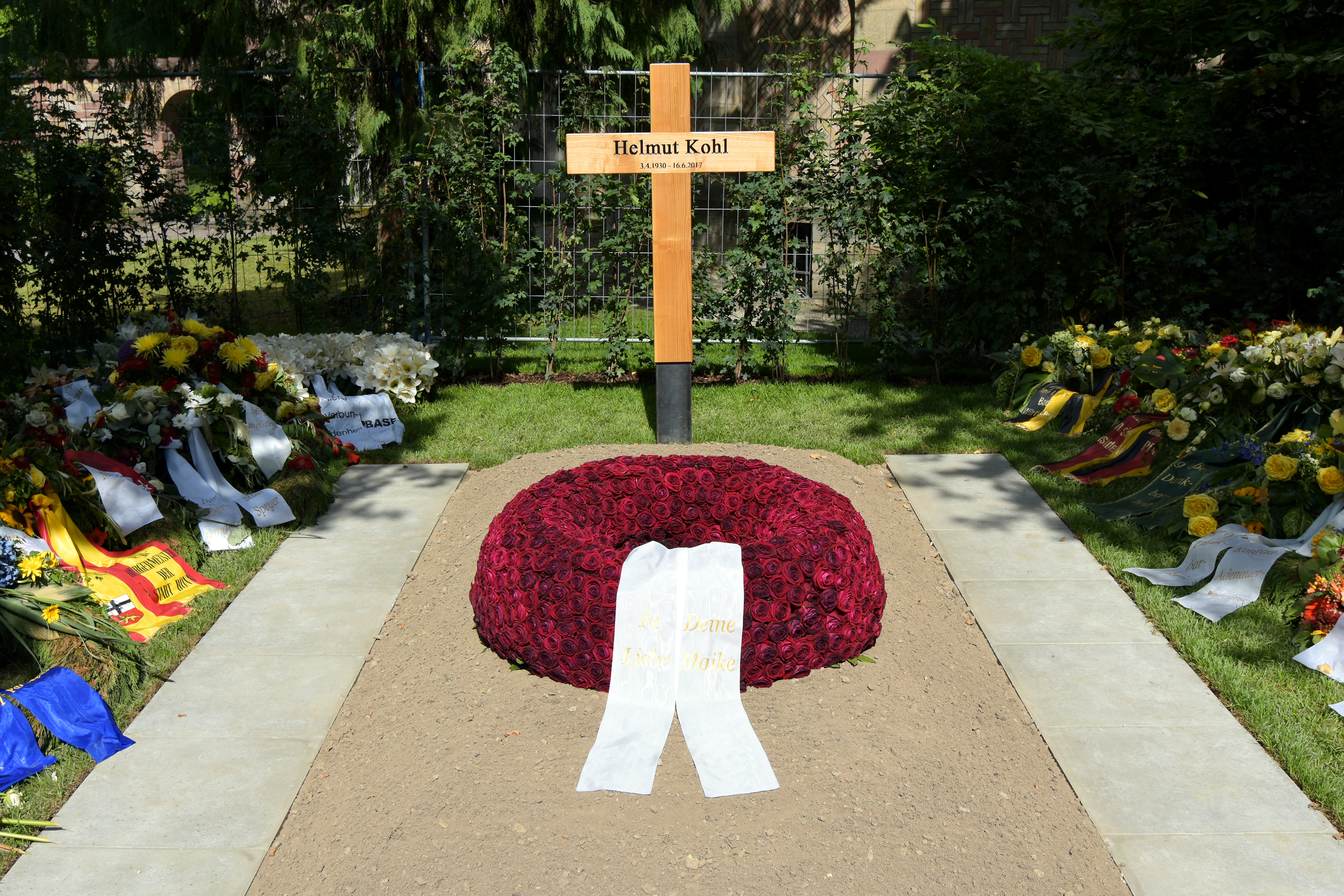
Sepultura de Helmut Kohl em Speyer

Morreu em 16 de junho de 2017, aos 87 anos, em sua casa em Ludwigshafen, Alemanha.